# Cantó d'Estissac
El cantó d'Estissac és un antic cantó francès del departament de l'Aube, situat al districte de Troyes. Té 10 municipis i el cap és Estissac. Va desaparèixer el 2015.

## Municipis
- Bercenay-en-Othe
- Bucey-en-Othe
- Chennegy
- Estissac
- Fontvannes
- Messon
- Neuville-sur-Vanne
- Prugny
- Vauchassis
- Villemaur-sur-Vanne

## Història
| Data d'elecció                           | Identitat        | Partit                     | Qualitat |
| ---------------------------------------- | ---------------- | -------------------------- | -------- |
| 1945-1949                                | Paul Vernier     | SFIO                       |          |
| 1949-1955                                | Georges Mollet   | Divers droite              |          |
| 1955-1967                                | Georges Noël     | SFIO                       |          |
| 1967-1973                                | Gilbert Boudin   | SFIO, després PS           |          |
| 1973-1979                                | Michel Baroin    | Divers droite              |          |
| 1979-1985                                | Gilbert Boudin   | PS                         |          |
| 1985-1998                                | Guy Raphanaud    | Divers droite              |          |
| 1998-2004                                | Lucien Bonenfant | RPR                        |          |
| 2004-2015                                | Didier Leprince  | Divers droite, després UMP |          |
| les dades anteriors no són pas conegudes |                  |                            |          |
|                                          |                  |                            |          |

## Demografia
| A partir de 1990: Població sense dobles comptes |